# ابراهیم‌خلیل یولداشف
ابراهیم‌خلیل یولداشف (انگلیسی: Ibrokhimkhalil Yuldoshev؛ زادهٔ ۱۴ فوریهٔ ۲۰۰۱) بازیکن فوتبال است.
وی همچنین در تیم‌های ملی فوتبال زیر ۱۹ سال، زیر ۲۳ سال ازبکستان و بزرگسالان ازبکستان بازی کرده‌است.